# Carl Heinrich Florenz Müller

Lampadina di Müller, mostra internazionale di Parigi 1878

Carl Heinrich Florenz Müller (Piesau, 29 gennaio 1845 – Amburgo, 22 novembre 1912) è stato un imprenditore tedesco.

## Biografia
Müller inventò la "Röntgenmüller", lampada a raggi prodotta insieme a Wilhelm Conrad Röntgen. Nel 1862 in una zona compresa tra Alexanderstraße e Steindamm nel quartiere Hammerbrook, oggi St. Georg, iniziò la produzione di tubi a vuoto. Dal 1896 l'azienda si chiamò "C.H.F. Müller Röntgenwerk" con la produzione di tubi per i raggi Röntgen, dal 1924 a marchio Valvo. Successivamente iniziò la produzione di valvole termoioniche.
Negli anni venti aprì la nuova fabbrica di Hamburg-Fuhlsbüttel. Nel 1927 divenne Philips, nel 1987 Philips Medizin Systeme.